# Simon Preston
Simon John Preston CBE (Bournemouth, 4 augustus 1938 – 13 mei 2022) was een Engels organist, dirigent en componist.

## Opleiding
Simon Preston volgde school aan de Canford School in Wimborne in Dorset.  Hij was drie jaar lang koorknaap aan King's College (Cambridge) in Cambridge, waar hij orgel studeerde bij Hugh McClean. Later studeerde Preston bij C.H. Trevor aan de Royal Academy of Music. 
Toen er onverwacht een orgelbeurs vrij kwam aan King's College, meldde Preston zich hiervoor met succes aan. Hij kreeg hierdoor de gelegenheid nog vijf jaar aan King's College te studeren, waarbij hij zijn studie bij Trevor voortzette en ook met Sir David Willcocks werkte. 

## Muzikale carrière
Preston's opnamecarrière begon met een opname van de muziek van Orlando Gibbons. Ook is hij bekend omwille van zijn uitvoeringen en opnames van werken van Olivier Messiaen. Preston componeerde ook werken voor orgel, waarvan het bekendste waarschijnlijk zijn Alleluyas is, geschreven in de stijl van Messiaen. 
Van 1962 tot 1967 was Preston tweede organist aan de Westminster Abbey. Hierna gaf hij recitals door heel Europa en Noord-Amerika.
In 1970 werd Preston organist en muziekdocent aan Christ Church in Oxford. Met dit koor maakte hij talrijke opnames van muziek van Lassus, Byrd, Händel, Vivaldi en missen van Haydn met de Academy of Ancient Music en de Academy of St. Martin in the Fields, zowel als opnames van muziek van William Walton.
In 1981 werd Simon Preston benoemd tot organist en koorleider aan de Westminster Abbey. Het Westminster Abbey Koor maakte onder zijn directie verscheidene opnames voor Deutsche Grammophon van muziek van onder meer Händel, Palestrina en Allegri. Bovendien dirigeerde hij de muziek tijdens het huwelijk van prins Andrew en Sarah Ferguson in 1986 en was hij verantwoordelijk voor de compositie van veel van "Salieri's muziek" in de film Amadeus. 
In 1985 was hij jurylid voor de internationale orgelwedstrijd in het kader van het Festival Oude Muziek in Brugge.
In 1987 nam hij ontslag bij Westminster Abbey en legde zich daarna toe op zijn carrière als organist en dirigent. Zijn opnames voor Deutsche Grammophon in deze tijd bestaan uit onder meer de complete orgelwerken van Bach, de Orgelsymfonie van Camille Saint-Saëns met de Berliner Philharmoniker, het Francis Poulenc Concerto met de Boston Symphony en de Orgelsymfonie van Copland met het St. Louis Symphony Orchestra.
Hij dirigeerde Händel's Belshazzar op het Three Choirs Festival in Engeland, gevolgd door Walton's Belshazzar's Feast in St. Paul, Minnesota en Händel's Alexander's Feast in Leipzig. Preston is artistiek directeur voor het Calgary International Organ Festival. 
Preston heeft alle orgelconcerti van Händel twee maal opgenomen: de eerste maal met Yehudi Menuhin die het Bath Festival Orchestra dirigeerde en daarna op "historische instrumenten" met The English Concert onder leiding van Trevor Pinnock.

## Ziekte en overlijden
Preston leed aan de ziekte van Alzheimer. Hij overleed op 83-jarige leeftijd.